# Sérénade mélancolique
La Sérénade mélancolique en si bémol mineur (en russe : Меланхолическая серенада), op. 26, est une œuvre de Piotr Ilitch Tchaïkovski pour violon solo et orchestre composée en 1875 et jouée pour la première fois le 28 janvier 1876 à Moscou par Adolph Brodsky.

## Description
La Sérénade mélancolique de Tchaïkovski est écrite en si bémol mineur et en trois temps. Après une courte introduction majeure et andante de l'orchestre avec des imitation, le thème est exposé par le violon solo, joué sur la corde de sol qui lui donne une plus grande richesse de son. Avant de rejouer ce thème, cette fois sur la corde la et à l'octave supérieure, un rapide développement en ré bémol majeur puis en si bémol majeur conduise à une cadence. La réexposition est suivie par un passage crescendo introduisant un la bémol grâce à un emprunt de sol bémol majeur, et pour cela, Tchaïkovski ornemente autour de cette gamme.
À la suite de celui-ci est exposé un second thème majeur sur la corde de mi, à un tempo largamente, réexposé directement après en octaves. Ce passage est l'une des difficultés principales de la pièce. Après une cadence plus développée, le premier thème est intégralement réexposé et la pièce se termine à la suite d'une courte coda.